# Willy Astor
Wilhelm Gottfried „Willy“ Astor (München, 1961. szeptember 6. –) német humorista, énekes és zeneszerző.

## Pályafutása
„Willy“ Astor München Feldmoching-Hasenbergl kerületében született. 14 évesen kezdett gitározni. Pályafutása a kabarékban humorista, énekes és zeneszerzőként való fellépéseivel kezdődött az 1980-as években. Bayern München szurkolóként szerzett FC Bayern – Stern des Südens. című számával vált híressé a Bayern-szurkolók körében. A Bayernnek írt dala minden hazai mérkőzésen felcsenül. Ezt számot tekintik a FC Bayern München himnuszának.

## Diszkográfia

### Kabarék
- 1987 – … warum ned?
- 1988 – Die ersten 1825 Tage …
- 1989 – Merci Mausi
- 1991 – Mamabuwerl
- 1992 – Lebend im Schlachthof (live)
- 1993 – Astorlavista Baby – Takt der Abrechnung
- 1995 – Der Schatz im Silbensee
- 1995 – Diebestoff
- 1997 – Scherz Spezial Dragees
- 1998 – Favoriten – 10 Jahre Willy Astor. (VHS – live aus dem Circus Krone)
- 1998 – Live – Ich freu' mich, dass es zu einer Zugabe kommen kann …
- 1999 – Irreal Ultra – Das Konzentrat aus 10 Jahren Willy Astor
- 2001 – Aloneunderholder – Gehe hin und Meerrettich
- 2002 – Ever Grins – Schmarraton in 185 Minuten. (DVD)
- 2004 – Wortstudio
- 2005 – 20 Jahre Willy Astor. (DVD)
- 2008 – Reimgold
- 2008 – Tonjuwelen – Best of Willy Astor. (dupla CD)
- 2012 – Nachlachende Frohstoffe

### Zeneszámok
- 1988 – Modern Paradise. (nur Vinyl)
- 1996 – The Sound of Islands – Instrumentals
- 1998 – FC Bayern – Stern des Südens. (az FC Bayern München himnusza)
- 2000 – Willy Astors andere Saiten. (VHS – élő a Kloster Benediktbeuern-ben)
- 2001 – The Sound of Islands Vol. II
- 2003 – The Sound of Islands Vol. III
- 2003 – Leuchtende Tage
- 2004 – Wortstudio
- 2007 – The Sound of Islands Vol. IV
- 2007 – Superscholli
- 2008 – Der Bestimmer
- 2008 – The Sound of Islands – Special Places. (DVD – Benediktbeuern 2000, Oberschleißheim 2003, Prinzregententheater München 2008)
- 2008 – Ottmar–Olli, wir lieben Dich
- 2009 – Pulsonic – The Sound of Islands Cosmic Lounge
- 2010 – The Sound of Islands Vol. V – SommernachtsRaum

### Kislemezek
- 2003 – Maschin scho putzt
- 2005 – Pürrierstab
- 2008 – Hamburch
- 2008 – Der Bestimmer
- 2010 – Deutschland wir lieben dich
- 2012 – Pubatier Inda House (Live)

### Könyvek
- 2006 – Unverrichter der Dinge. Humor direkt vom Erzeuger. Kunstmann, München, ISBN 3-88897-454-2.
- 2007 – Willy Astor für's LacherFeuer. 32 Songs zum Selberspielen. Edition Dux, Manching, ISBN 978-3-934958-63-0.
- 2012 – Schelmpflicht: Wortspiel ist reinmeingebiet . Kunstmann, München, ISBN 3-88897-780-0.

## Elismerések
- 1994 – Ravensburger Kupferle - elismerés a kabarában
- 2001 – Bayerischer Kabarettpreis – Kabarézene-díj[6]
- 2002 – Das große Kleinkunstfestival – Jury-díj